# Richy Guitar
Richy Guitar ist ein deutscher Film von Michael Laux aus dem Jahr 1984 (Kinostart in der Bundesrepublik: 7. Juni 1985). Der Film wurde besonders dadurch bekannt, dass der Musiker Farin Urlaub die Hauptrolle spielte und sowohl die übrige damalige Besetzung der Band Die Ärzte (Bela B. und Sahnie) als auch andere bekannte deutsche Musiker wie z. B. Nena Rollen im Film spielten.

## Handlung
Der Film handelt von dem jungen Gitarristen Richard (Richy) Schrader, der in West-Berlin versucht, mit seinen Bandkollegen bekannt zu werden, aber wegen chronischen Geldmangels immer wieder scheitert.
Richy träumt von einer erfolgreichen Musikkarriere als Gitarrist. Mit seinen Freunden, dem Schlagzeuger Igor und dem Bassisten Hans, beschließt er, eine Band zu gründen, doch damit beginnt das große Chaos. Seine Eltern drängen ihn, sich einen Job zu suchen und endlich arbeiten zu gehen, doch Richy hofft auf den großen Durchbruch als Musiker. Als ihm schließlich das Geld ausgeht und er auch noch Probleme mit seiner Freundin Anja bekommt, ist seine letzte Hoffnung ein Job als Roadie für Nena, um wenigstens seine Musikausrüstung retten zu können.

## Hintergrund
Während des Films spielt die Band um Richard Schrader die Titel Teenager Liebe und Grace Kelly der Band Die Ärzte von deren 1983 erschienenen EP Zu schön um wahr zu sein!. Die markante, oft angespielte Melodie ist deren Titel Ärzte Theme vom Album Debil aus dem Jahre 1984. Auf der neueren Ausgabe des Albums unter dem Titel Devil wurden 2005 die drei Lieder in den Versionen wiederveröffentlicht, wie sie im Film zu hören sind. 
Nena, Plan B, Notorische Reflexe und Roy Dreck haben im Film Gastauftritte. Der Film ist an Originalschauplätzen in West-Berlin gedreht, in der Wilmersdorfer Straße, am Kurfürstendamm, vor der ehemaligen Bertolt-Brecht-Oberschule (bis 2007) in Spandau, an der AVUS und den Yorckbrücken. Nenas Auftritt findet im Metropol am Nollendorfplatz statt. 
Die Ärzte, die in den Hauptrollen zu sehen sind, bezeichnen den Film heute als „Jugendsünde“. Unter den Fans der Band gilt er allerdings als Kultfilm. Auch die von Kritikern teils als grauenhaft schlecht eingeordnete schauspielerische Leistung Farin Urlaubs wird von den Fans wohlwollend aufgenommen. Er bezeichnet seine schauspielerische Leistung heute selbst als „grauenhaft“ und die Story als „hanebüchen und geklaut“. Außerdem finde er den Regisseur Michael Laux unsympathisch. Dieser behauptet allerdings in einem Interview (auf der DVD als Extra enthalten), dass er wöchentlich mit den Ärzten Karten spiele.
Im Oktober 1985 wurde der Film erstmals auf Video veröffentlicht, seitdem gab es zahlreiche Neuveröffentlichungen auf VHS und ab 2002 auch auf DVD, die alle ungekürzt sind. Lediglich die TV-Ausstrahlungen waren gekürzt. Eine entsprechende Veröffentlichung auf Blu-ray Disc erfolgte schließlich im Jahr 2011, allerdings ohne Bonusmaterial.

## Auszeichnungen
- Prädikat: wertvoll der Filmbewertungsstelle
- Publikumspreis Filmfestival Gijón 1985